# Seph Schlueter
Joseph Schlueter conhecido como Seph (Erie, 18 de dezembro de 1999), é um cantor, compositor, músico e um dos líderes da comunidade de adoração Damascus Worship, um movimento missionário católico norte-americano sediado em Columbus, Ohio. Como artista independente, Seph lançou três músicas que, somadas, renderam quase 20 milhões de reproduções em streaming, abriu para artistas ganhadores do prêmio Grammy Awards, liderou eventos em seu país e foi destaque em várias plataformas de notícias nacionais e internacionais.

## Carreira
No início de 2023, Seph assinou contrato com a Sony Music/ Provident Entertainment.
Seu single de estreia, "Counting My Blessings", foi lançado em 28 de julho de 2023, alcançou o primeiro lugar no Brasil no Spotify, a única música em inglês que aparece na lista, no TikTok, ultrapassou a marca de 1 bilhão de visualizações. No Brasil, a música ganhou duas versões em português uma com a cantora Isadora Pompeo e outra com Aline Brasil.
Em 2024, no Brasil, ele participou do álbum "Tetelestai" da cantora Isadora Pompeo, interpretando a canção "Bênçãos Que Não Têm Fim/Counting My Blessings" ao lado da cantora.

## Discografia
Álbuns
- Counting My Blessings